# The Punkles
A Punkles egy hamburgi zenekar, akik Beatles dalokat játszanak a Sex Pistols és a Ramones stílusában. 1998-ban alakultak, mint a Prollhead mellékprojektje.
2005 októberében, és 2006-ban a Beatallicával turnéztak. A Beatallicától eltérően, ők a Beatles dalokat úgy játsszák, "ahogy vannak", az eredeti szöveggel, csak egy "kicsit" gyorsabb tempóban.
Európában és Japánban egyaránt sikeresek. A Pistol című albumuk a japán Top 50-be is bekerült.

## Az együttes tagjai
- Joey Lennon – gitár, ének
- Sid McCartney – basszusgitár
- Rat Harrison – szólógitár
- Markey Starkey – dob

## Diszkográfia
- The Punkles – 1998, Wolverine Records
- Punk! – 2002, Bitzcore
- Beat The Punkles – 2002, Bitzcore
- 1998 – 2003 – 2003, Teichiku Records
- Pistol – 2003, Bitzcore
- Punkles for Sale – 2006, Teichiku Records

## Külső hivatkozások
- MySpace oldaluk